# Philautus kempii
Philautus kempii är en groddjursart som först beskrevs av Annandale 1912.  Philautus kempii ingår i släktet Philautus och familjen trädgrodor. IUCN kategoriserar arten globalt som otillräckligt studerad. Inga underarter finns listade i Catalogue of Life.